# شهادة الشباب (سيرة ذاتية)
شهادة الشباب (بالإنجليزية: Testament of Youth)‏ هي سيرة ذاتية بقلم الكاتبة الإنجليزية فيرا بريتن، صدرت للمرة الأولى عام 1933، وهي تمثل الجزء الأول من سلسلة الأعمال التي تناولت سيرة حياتها خلال السنوات التالية. فقد أصدرت بعده «شهادة الصداقة» (1940) حول علاقتها برفيقة دربها الكاتبة وينفريد هولتبي، و«شهادة التجربة» الصادر عام 1957 والذي يغطي من حياتها الفترة من 1925 وحتى 1950. وقد بقي الجزء الأخير من هذه السلسلة غير مكتمل عند وفاتها والذي كان مخطط له أن يسمى «شهادة الإيمان» أو «شهادة الزمن». يعد هذا الكتاب من كلاسيكيات الأعمال المكتوبة عن زمن الحرب العالمية الأولى، كما يعتبر من الأعمال الرائدة في وصف كفاح المرأة الإنجليزية للحصول على حقوقها ومكانتها في المجتمع في بدايات القرن العشرين.

## موضوعه
يتناول هذا الجزء الأول فترة الصبا والشباب في حياة الكاتبة، ومعاصرتها لويلات الحرب العالمية الأولى، والسنوات التي تلتها (1900- 1925)، حيث قصت فيه كيف تغيرت حياتها بشكل كامل من فتاة ولدت وتربت في أواخر الحقبة الفيكتورية إلى امرأة شابة تخوض غمار الحياة وتشارك كممرضة بالجيش خلال الحرب العالمية الأولى، كما تتحدث عن المآسي والفواجع التي شهدتها خلال تلك الفترة، حيث مات في الحرب أخوها الوحيد إدوارد بريتن، وخطيبها رولاند لايتون، واثنين من أصدقائها هما فيكتور ريتشاردسون، وجيفري ثورلو.

## التأثير
حقق كتاب شهادة الشباب شهرة كبيرة، وكانت الآراء النقدية تجاهه إيجابية، وقد تحول إلى العديد من الأعمال الدرامية، فقد صُنع استنادًا إلى احداثه مسلسل من خمس حلقات أذيع على قناة BBC عام 1979، وعمل إذاعي عام 1998 من خمس عشرة حلقة يستند إلى الرسائل الوارد ذكرها في الكتاب، وفيلم سينمائي بعنوان «شهادة الشباب» صدر عام 2014 من بطولة أليسيا فيكاندير، وكيت هارينغتون، وكولن مورغان، وتارون إيغرتون.